# Le Monde de l'intelligence
Le Monde de l'intelligence est un magazine bimestriel distribué en kiosque. Il traite des sciences du savoir, et plus précisément de l'actualité des neurosciences, de la psychologie, de l'intelligence artificielle, de l'intelligence animale, des apprentissages et du développement personnel.
Son principe fondateur est de réunir les plus grands spécialistes (chercheurs) mondiaux dans les différents sujets traités et de les faire s'exprimer[réf. souhaitée] par la médiation des journalistes.
Il réunit plus de 50 000 lecteurs à chaque parution[réf. nécessaire].

## L'éditeur
Le Monde de l'intelligence est édité par Mondeo Publishing, une société de presse française et indépendante. Le magazine est créé en octobre 2005 par le journaliste et homme de presse Gilles Harpoutian qui en dirige la rédaction.
Il est paru à ce jour 40 numéros.
Le rédacteur en chef est Gilles Marchand, journaliste scientifique et spécialiste des sciences cognitives.

## Exemples de sujets traités
- Quelle intelligence sans l'Homme ?
- Quelles méthodes pour doper sa concentration ?
- Organismes digitaux : la vie in silico
- Le goût du risque
- La science de la négociation
- Histoire de l'évolution : le moment où l'esprit vint aux hommes !
- Dans la tête d'un musicien qui improvise
- Quand la culture modifie notre cerveau !
- Magnétisme notre sixième sens animal ?
- Quand le sport dope le cerveau
- Ne pas céder à ses pulsions !
- La psychologie du consommateur
- Le Wi-Fi est-il un danger pour le cerveau ?
- Brain TV : l'activité cérébrale sur petit écran
- Que ressent-on lorsque l'on meurt ?
- Caméras intelligentes : la reconnaissance des visages